# Croix-Rousse (metrostation)
Croix-Rousse is een metrostation aan lijn C van de metro van Lyon, in het 4e arrondissement van de Franse stad Lyon.

## Geschiedenis
Croix-Rousse is oorspronkelijk het bergstation van een kabelspoorweg die de hellingen van La Croix-Rousse slechtte. Het beginpunt onderaan deze lijn was Croix-Paquet, en er waren geen haltes onderweg. Bij de aanleg van deze kabelspoorweg is de Gros Caillou gevonden, een zwerfkei die nu op de Boulevard de la Croix-Rousse ter bezichtiging ligt.
Als de plannen voor het huidige metronetwerk van de stad worden gemaakt, wordt al snel deze kabelspoorweg er in opgenomen als lijn om La Croix-Rousse te ontsluiten. In 1972 sluit de lijn en wordt gedurende twee jaar omgebouwd tot tandradspoorweg. Als deze in 1974 open gaat, is het de eerste metrolijn van Lyon, die dan al met de letter 'C' aan wordt geduid. Op 2 mei 1978 wordt een verlenging tussen Croix-Paquet en metrostation Hôtel de Ville in gebruik genomen, zodat de lijn aansluit op lijn A die op die dag in dienst treedt. Eind 1984 wordt de verlenging naar Hénon en Cuire in de voorstad Caluire-et-Cuire in gebruik genomen.

## Ligging
Vrij kort na dit station richting Cuire gaat de tandradbaan over in een normale spoorweg. De treinstellen dienen daar dus van aandrijving te veranderen. De rest van het traject volgt de voormalige spoorlijn van het buiten gebruik geraakte spoorwegstation Lyon-Croix-Rousse naar Trévoux, onder de grond weliswaar. Metrostation Croix-Rousse ligt onder het gelijknamige plein, dat het hart is van de wijk op het plateau van de heuvel La Croix-Rousse.